# Aspin de Lorda
Aspin (en francès Aspin-en-Lavedan) és un municipi francès situat al departament dels Alts Pirineus i a la regió d'Occitània. Es troba al Lavedan, dins la regió occitana de la Bigorra.

## Demografia
| 1962                                       | 1968 | 1975 | 1982 | 1990 | 1999 | 2007 |
| ------------------------------------------ | ---- | ---- | ---- | ---- | ---- | ---- |
| 161                                        | 173  | 227  | 257  | 256  | 223  | 237  |
| Des de 1962: població sense dobles comptes |      |      |      |      |      |      |

## Administració
| Període | Identitat      | Partit |
| ------- | -------------- | ------ |
| 2001-   | Léon Sarniguet |        |